# 가토 도모사부로 내각
가토 도모사부로 내각(일본어: 加藤友三郎内閣)은 해군대장 가토 도모사부로가 제21대 내각총리대신으로 임명되어, 1922년 6월 12일부터 1923년 9월 2일까지 존재한 일본의 내각이다.
가토 도모사부로가 1923년 8월 24일에 재임 중 사망하여 외무대신 우치다 고사이가 임시로 내각총리대신을 겸임하여 같은 해 9월 2일까지 사무를 담당하였다.

## 재직 기간
- 1922년(다이쇼 11년) 6월 12일 ~ 1923년(다이쇼 12년) 9월 2일
- 재직 일수 : 448일